# Абдурахманов, Дукуваха Баштаевич
Дукува́ха Башта́евич Абдурахма́нов (14 марта 1956, Караганда — 29 июня 2015, Грозный, Чечня, Россия) — российский государственный деятель. Председатель Парламента Чеченской Республики (2008—2015).

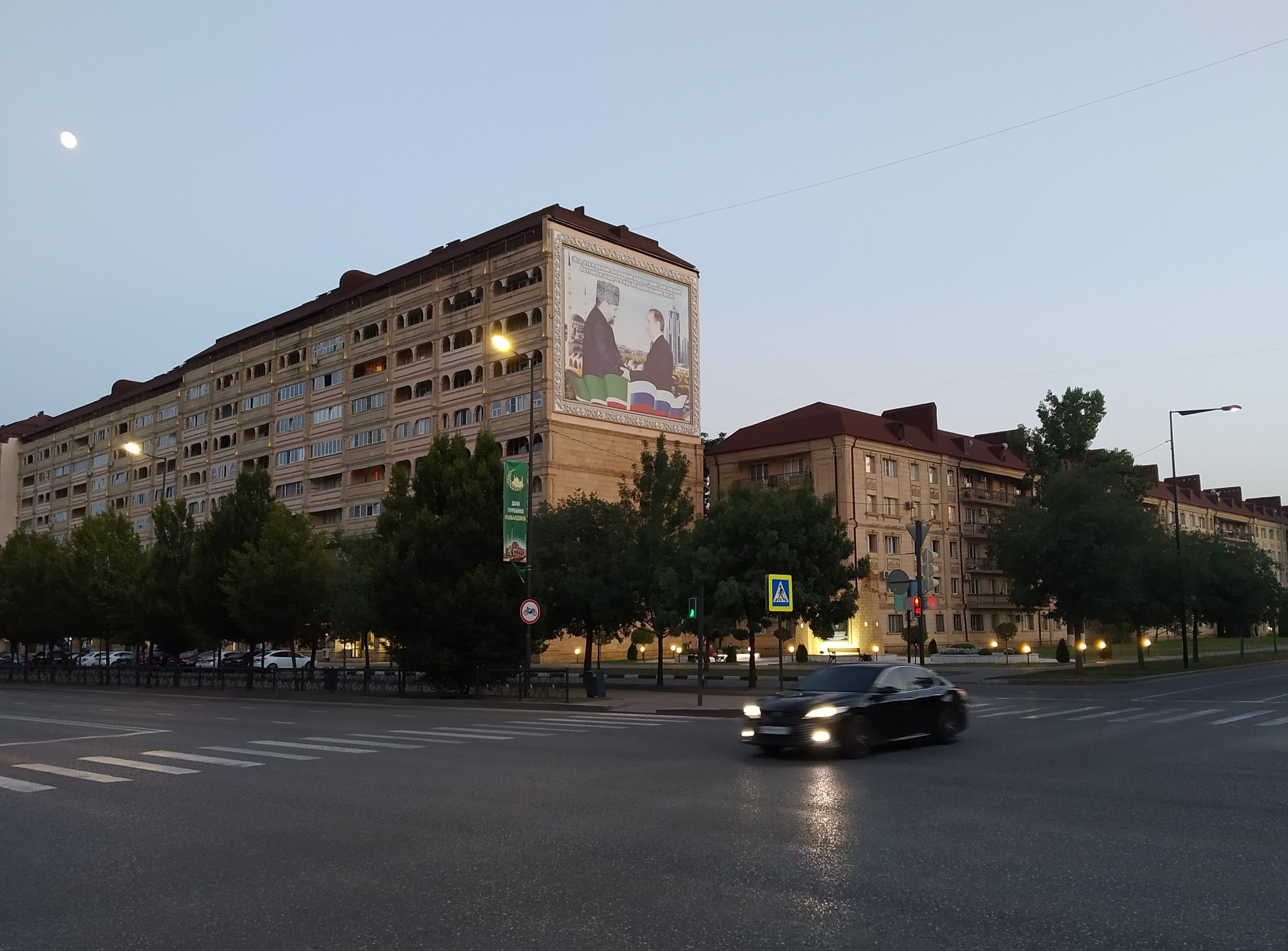
Улица Дукувахи Баштаевича Абдурахманова в Грозном

## Биография
Родился в Караганде. В 1974 году окончил среднюю школу в селе Джалка Гудермесского района. Окончил Чечено-Ингушский университет по специальности «преподаватель истории», а также Чечено-Ингушский педагогический институт. Служил в Советской армии в Монголии. Работал главой Джалкинского сельсовета, Гудермесского горисполкома, администрации Гудермеса и замглавы администрации Аргуна[когда?].
С 2001 года — министр сельского хозяйства Чечни, вице-премьер правительства. В 2005 году на местных выборах в Народное собрание возглавлял список «Единой России».
С 12 декабря 2005 года — председатель Народного собрания (нижней палаты парламента) Чеченской Республики. С 24 января 2006 года — председатель парламентской комиссии по розыску похищенных и пропавших без вести граждан республики.
С 30 октября 2008 года — председатель Парламента Чеченской Республики 2-го созыва.
С 26 сентября 2013 года — председатель Парламента Чеченской Республики 3-го созыва.
В 2008—2009 годах — председатель Союза писателей Чеченской Республики.
Был женат, воспитал двоих детей.
Скончался 29 июня 2015 года после тяжёлой болезни.
В связи со смертью Абдурахманова в Чечне был объявлен трёхдневный траур. 30 июня 2015 года похоронен в селе Джалка Гудермесского района.

### Политическая деятельность
24 января 2012 года Абдурахманов после встречи с представителями движения «Русские» Александром Беловым и Дмитрием Дёмушкиным заявил о готовности обратиться к Федеральному собранию Российской Федерации с предложением закрепить законодательно «государствообразующий статус» русского народа, о котором за день до этого в своей статье «Россия: национальный вопрос» сказал действовавший премьер Владимир Путин. Реакция на слова Абдурахманова оказалась неоднозначной среди российских политиков: среди противников этого предложения были ряд депутатов Госсовета Татарстана.
В 2015 году Абдурахманов сделал ряд высказываний о возможности поставок Россией оружия вооружённым силам Мексики (в случае предъявления последней территориальных претензий к США) и возможности проведения конференций по выходу некоторых штатов из состава США.

## Награды
- Орден Дружбы (Россия, 5 сентября 2002) — за заслуги в области сельского хозяйства и многолетний добросовестный труд[6]
- Орден Почёта (Россия, 8 сентября 2006) — за большой вклад в законотворческую деятельность и многолетнюю добросовестную работу[7]
- Благодарность Президента Российской Федерации (29 декабря 2003) — за активное участие в становлении государственно-правовых институтов в Чеченской Республике
- Благодарность Президента Российской Федерации (25 июня 2008) — за заслуги в укреплении российской государственности и развитии межнациональных отношений в Чеченской Республике[8]
- Орден Дружбы (Южная Осетия, 20 сентября 2010) — за большой личный вклад в развитие отношений дружбы и сотрудничества между народами, поддержку осетинского народа и в ознаменование 20-летия Республики Южная Осетия[9]
- Почётный гражданин города Грозного (20 марта 2014) — за огромный вклад в дело возрождения и развития чеченской столицы[10]